# 3034 Кліменгаґа
3034 Кліменгаґа (3034 Climenhaga) — астероїд головного поясу, відкритий 24 вересня 1917 року.
Тіссеранів параметр щодо Юпітера — 3,541.